# NGC 7366
NGC 7366 is een spiraalvormig sterrenstelsel in het sterrenbeeld Pegasus. Het hemelobject werd op 7 augustus 1864 ontdekt door de Duitse astronoom Albert Marth.

## Synoniemen
- MCG 2-58-4
- NPM1G +10.0560
- PGC 69629